# 2019 FA
2019 FAは、アポロ群に属する小惑星の1つである。地球に衝突する可能性のある地球近傍小惑星(NEO)に区分されている。
東京大学木曽観測所の新装置木曽トモエゴゼンによって2019年の3月16日に観測された。